# Tell Chuera
Tell Chuera ist eine in der Dschazira-Ebene im Nordosten Syriens nahe der türkischen Grenze liegende antike Siedlung mit einem Burgberg im Zentrum. Es ist der mit 65 Hektar Fläche größte Tell in dieser Region.

## Lage
Tell Chuera liegt halbwegs auf der Linie zwischen dem Balikh-Fluss im Westen und dem Chabur im Osten, wo beide Flüsse die türkische Grenze Richtung Süden passieren, etwa fünf Kilometer südlich der Grenze. In der umgebenden flachen Ebene, die nur durch einige Wadis unterbrochen wird, sind die winterlichen Niederschläge für Regenfeldbau ausreichend. Der kreisrunde Siedlungshügel ist von weitem sichtbar. Die Form des Hügels ist typisch für zahlreiche weitere, kleinere Siedlungen, die in Gebieten angelegt wurden, die eine landwirtschaftliche Nutzung gerade noch zulassen. Gemeinsames Merkmal ist die kreisrunde Ausdehnung mit einer Unterstadt und in deren Mitte einer Oberstadt, die jeweils durch umgebende Wälle geschützt waren. Für diese Siedlungsform führte Max von Oppenheim Anfang des 20. Jahrhunderts den Begriff „Kranzhügel“ ein.

## Geschichte
Welches Volk die Stadt gegründet hat, ist derzeit noch unklar. Die erste Siedlung an der Stelle entstand bereits im 5. Jahrtausend v. Chr. Die Zeit Frühsyrisch I von 3300 bis 2800 v. Chr. entspricht der frühsumerischen Zeit und zeichnet das Bild einer kulturellen Aufbruchstimmung im nördlichen Orient.
Die erste Stadt wurde in der frühsyrischen Zeit II (2800–2350 v. Chr.) gegründet (Periode I A). Der Ort gehörte zu einer Reihe von Städten und Siedlungen des nordmesopotamischen Kulturkreises, der sich über Nordostsyrien, die östliche Türkei und den Nordirak erstreckte. Es zeigt eine ausgedehnte Besiedlung die einen sogenannten Kranzhügel darstellt, der aus einer erhöhten Oberstadt und einer sie umgebenden kreisförmigen Unterstadt besteht, die von einer Wallanlage umgeben ist. Verbreitet sind derartige Kranzhügel in den Steppengebieten, zwischen dem Oberlauf der Flüsse Khabur und Balikh und dem Gebiet südlich des Djebel Abd al-Aziz in Syrien. Aus dieser Zeit gibt es in Tell Chuera keine Reste, diese Kultur zeigt jedoch monumentale Steinarchitektur. Tell Chuera wurde planmäßig angelegt. Darauf weisen die zentral verlaufende Hauptstraße und die Erschließungsstraßen (radial in der Oberstadt, rechtwinklig in der Unterstadt) hin.
Im 3. Jahrtausend war das Gebiet zwischen Chabur und Balikh eine der am dichtesten besiedelten Gegenden des Vorderen Orients. In der Zeit Frühsyrisch III (2350–2000 v. Chr.) wurde Tell Chuera wie praktisch alle anderen Siedlungen aus unbekannten Gründen aufgegeben. Es gab keine Zerstörungsschichten. Kriegsspuren sind jedoch zeitgleich aus Ebla bekannt, das in dieser Zeit zerstört wurde. Ein Zusammenhang besteht womöglich mit der Ausbreitung der Kura-Araxes-Kultur aus der Süd-Kaukasus Region bzw. deren Nachfolgekultur, die in den Texten nur sehr ungenau als Bergvölker bezeichnet werden.
Während der Altbabylonischen Zeit wurde keine Besiedlung festgestellt. In der Region überwog anschließend eine nomadische Lebensweise, nur wenige Siedlungen bestanden zu dieser Zeit fort.
Eine etwas kleinere Wohnanlage bestand unter der Herrschaft der Mitanni (Periode II A). Diese jüngste Siedlungsschicht auf dem nördlichen Teil des Hügels wird in das 14. bis 12. Jahrhundert datiert, als die Assyrer das Mitanni-Reich vernichteten. Die ganze Region geriet damit unter assyrische Herrschaft (Periode II B).
In mittelassyrischen Texten wird der Ort Harbe genannt. Danach blieb der Tell unbewohnt und wurde nur in islamischer Zeit gelegentlich als Bestattungsplatz genutzt.

## Erforschung
Tell Chuera wurde 1913 von Max von Oppenheim erstmals als antike Siedlung beschrieben. 1955 begannen erste Ausgrabungen, die drei Jahre später mit systematischen Ausgrabungen durch Mitarbeiter der Freien Universität Berlin fortgesetzt wurden. Erste systematische Untersuchungen begannen 1958 unter der Leitung von Anton Moortgat, die er mit mehrjährigen Unterbrechungen bis zu seinem Tod 1977 fortsetzte. Von 1973 an fanden die Grabungen zusammen mit  Ursula Moortgat-Correns statt. 1982 wurden die Grabungen fortgeführt, zunächst unter der Leitung von Moortgat-Correns und Winfried Orthmann. Von 1986 bis zur 21. Kampagne 1998 war Orthmann für das Projekt alleinverantwortlich. Danach wurden die Grabungen von Jan-Waalke Meyer von der Goethe-Universität Frankfurt geleitet.

## Stadtbild
Der Verlauf der ehemaligen Stadtmauer um die Unterstadt ist an Erhebungen entlang einer kreisförmigen Linie am Rand des Hügels zu erkennen. Die Mauer bestand zumindest an ihrem Sockel aus großen Steinblöcken und war vermutlich außen durch ein Glacis verstärkt. 22 Hektar, also ein Drittel des Stadtgebietes wurden von der 100 Meter breiten Unterstadt bedeckt und waren vermutlich dicht bebaut. Sondagen in dem Gebiet lassen 1400 bis 1500 Häuser vermuten.
Die Kuppe der Oberstadt liegt 10 bis 15 Meter über der Unterstadt, einige Meter könnten seit der Antike durch Erosion verloren gegangen sein. In Nordwest-Südost-Richtung wird die Oberstadt von einer Senke durchzogen, die 8 Meter über der Unterstadt liegt. Ob die Oberstadt gänzlich von einer Befestigungsmauer umgeben war, ist nicht sicher. Für beide Bereiche zusammen werden 2500 bis 3000 Häuser geschätzt, bei angenommenen jeweils 5 bis 6 Bewohnern ergeben sich rund 15.000 Einwohner. Bei den bisher freigelegten Flächen der Wohnsiedlung kam ein annähernd rechtwinkliger Straßenplan zum Vorschein. Die 120 bis 180 Quadratmeter großen Gebäude besaßen einen Innenhof, der durch einen Vorraum von der Straße zu betreten war. Über den Boden der Vorräume verliefen Entwässerungsrinnen vom Innenhof bis zu einem Kanal in der Straße.
Im Zentrum der Oberstadt wurde ein kleiner Antentempel freigelegt, im Südwesten ein „Töpferviertel“, das wegen der hier gefundenen Reste von Brennöfen so bezeichnet wird. Die auffälligsten Grabungsfunde sind die massiven Steinsockel von drei Steinbauten. Steinbau III wurde ab 1963 ausgegraben. Bei ihm waren ein 16 × 14 Meter großer Unterbau aus Steinblöcken und 14 Stufen einer breiten Steintreppe erhalten. Der Nordtempel am mittleren Nordrand der Oberstadt mit dem üblichen Eingang im Osten und einer Art Altar davor ist der am besten erhaltene Antentempel. Mit der Ausgrabung des Palastes F wurde 1985 begonnen, seine 6 Meter dicke westliche Außenmauer wird als Teil einer Stadtmauer um die Oberstadt gedeutet. Keramikfunde lassen eine Datierung in die Periode I E zu, die frühdynastische Zeit III, um 2300. Die Wände bestanden aus quadratischen Lehmziegeln und waren verputzt. Sie waren bis zu 2,5 Meter Höhe erhalten, wegen Einsturzgefahr konnten nur wenige Räume bis auf den Boden ausgegraben werden. Ein Friedhof wurde bisher nicht gefunden.
Aus der Mitanni-Zeit gab es nur wenige Streufunde im nördlichen Teil der Oberstadt, die Bewohner scheinen relativ wohlhabend gewesen zu sein. Die mittelassyrische Überbauung der Oberstadt beschränkt sich auf einen Bereich im Nordosten. Hier liegt ein moderner Friedhof, darunter fanden sich drei Schichten mit sehr schlecht erhaltenen Lehmziegelmauern von kleinen Häusern und einige Gräber aus mittelassyrischer Zeit.